# Serie A1 2015-2016 (pallavolo)
La Serie A1 2015-2016 si è svolta dal 17 ottobre 2015 al 2 maggio 2016: al torneo hanno partecipato tredici squadre di club italiane e la vittoria finale è andata per la prima volta all'Imoco.

## Regolamento

### Formula
Le squadre hanno disputato un girone all'italiana, con gare di andata e ritorno, per un totale di ventisei giornate; al termine della regular season:
- Le prime otto classificate hanno acceduto ai play-off scudetto, strutturati in quarti di finale, semifinali, entrambe giocate al meglio di due vittorie su tre gare, e finale, giocata al meglio di tre vittorie su cinque gare.
- L'undicesima e la dodicesima classificata hanno acceduto ai play-out (se il distacco tra le due squadre è stato più di quattro punti, questi non vengono disputati e la dodicesima classificata è retrocessa in Serie A2), strutturati in una finale, giocata al meglio di due vittorie su tre gare: la perdente è retrocessa in Serie A2.
- L'ultima classificata è retrocessa in Serie A2[3].

### Criteri di classifica
Se il risultato finale è stato di 3-0 o 3-1 sono stati assegnati 3 punti alla squadra vincente e 0 a quella sconfitta, se il risultato finale è stato di 3-2 sono stati assegnati 2 punti alla squadra vincente e 1 a quella sconfitta.
L'ordine del posizionamento in classifica è stato definito in base a:
- Punti;
- Numero di partite vinte;
- Ratio dei set vinti/persi;
- Ratio dei punti realizzati/subiti.

## Squadre partecipanti
Al campionato di Serie A1 2015-16 hanno partecipato tredici squadre: quelle neopromosse dalla Serie A2 sono state il Neruda, vincitrice della regular season, e l'Obiettivo Risarcimento, vincitrice dei play-off promozione; per volere della Federazione Italiana Pallavolo il Club Italia è stato ammesso in Serie A1.
| Club                   | Stagione | Città                       | Impianto                   | Stagione precedente                                |
| ---------------------- | -------- | --------------------------- | -------------------------- | -------------------------------------------------- |
| AGIL                   | dettagli | Novara                      | PalaTerdoppio              | 1ª in Serie A1; finale play-off scudetto           |
| Bergamo                | dettagli | Bergamo                     | Palazzetto dello sport     | 8ª in Serie A1; quarti di finale play-off scudetto |
| Busto Arsizio          | dettagli | Busto Arsizio               | PalaPiantanida             | 5ª in Serie A1; quarti di finale play-off scudetto |
| Casalmaggiore          | dettagli | Casalmaggiore               | PalaRadi                   | 2ª in Serie A1; campione d'Italia                  |
| Club Italia            | dettagli | Roma                        | PalaPiantanida             | 7ª in Serie A2; semifinali play-off promozione     |
| Flero                  | dettagli | Flero                       | PalaGeorge                 | 7ª in Serie A1; quarti di finale play-off scudetto |
| Imoco                  | dettagli | Conegliano                  | PalaVerde                  | 6ª in Serie A1; semifinali play-off scudetto       |
| LJ                     | dettagli | Modena                      | PalaPanini                 | 3ª in Serie A1; quarti di finale play-off scudetto |
| Neruda                 | dettagli | Bronzolo                    | PalaResia                  | 1ª in Serie A2                                     |
| Obiettivo Risarcimento | dettagli | Villaverla                  | Palasport Città di Vicenza | 2ª in Serie A2; vincitrice play-off promozione     |
| River                  | dettagli | Piacenza                    | PalaBanca                  | 4ª in Serie A1; semifinali play-off scudetto       |
| San Casciano           | dettagli | San Casciano in Val di Pesa | Nelson Mandela Forum       | 10ª in Serie A1                                    |
| Savino Del Bene        | dettagli | Scandicci                   | Palazzetto dello Sport     | 9ª in Serie A1                                     |

## Torneo

### Regular season

#### Risultati
| Prima giornata |                                        |             |                            |
|                |                                        |             |                            |
| Riposa:        | Club Italia                            | Club Italia | Club Italia                |
| 17-10          | Casalmaggiore - Obiettivo Risarcimento | 3-0         | 25-10, 25-19, 25-16        |
| 18-10          | LJ - San Casciano                      | 3-0         | 25-20, 25-14, 25-20        |
| 18-10          | River - Flero                          | 3-1         | 25-15, 28-26, 20-25, 25-20 |
| 18-10          | Imoco - Bergamo                        | 3-1         | 29-31, 25-19, 25-23, 29-27 |
| 18-10          | Savino Del Bene - Busto Arsizio        | 3-1         | 25-17, 21-25, 30-28, 25-15 |
| 18-10          | Neruda - AGIL                          | 1-3         | 20-25, 18-25, 25-19, 23-25 |

| Seconda giornata |                                |                 |                                   |
|                  |                                |                 |                                   |
| Riposa:          | Savino Del Bene                | Savino Del Bene | Savino Del Bene                   |
| 25-10            | AGIL - Club Italia             | 3-1             | 25-21, 25-16, 23-25, 25-23        |
| 25-10            | Busto Arsizio - Neruda         | 3-0             | 25-22, 25-22, 25-15               |
| 24-10            | Bergamo - Casalmaggiore        | 1-3             | 25-23, 14-25, 13-25, 20-25        |
| 25-10            | Flero - LJ                     | 3-0             | 25-23, 25-22, 25-14               |
| 25-10            | San Casciano - River           | 3-2             | 20-25, 25-23, 23-25, 29-27, 15-13 |
| 25-10            | Obiettivo Risarcimento - Imoco | 0-3             | 23-25, 21-25, 22-25               |

| Terza giornata |                                |      |                                   |
|                |                                |      |                                   |
| Riposa:        | AGIL                           | AGIL | AGIL                              |
| 01-11          | LJ - Busto Arsizio             | 3-0  | 25-18, 25-20, 25-15               |
| 01-11          | Imoco - Casalmaggiore          | 3-2  | 25-19, 25-19, 24-26, 18-25, 15-11 |
| 31-10          | Flero - Obiettivo Risarcimento | 1-3  | 26-24, 17-25, 18-25, 23-25        |
| 01-11          | Savino Del Bene - Bergamo      | 1-3  | 26-28, 19-25, 25-16, 19-25        |
| 01-11          | Neruda - San Casciano          | 3-1  | 20-25, 25-17, 25-19, 25-22        |
| 01-11          | Club Italia - River            | 1-3  | 19-25, 31-29, 16-25, 15-25        |

| Quarta giornata |                                        |         |                                   |
|                 |                                        |         |                                   |
| Riposa:         | Bergamo                                | Bergamo | Bergamo                           |
| 04-11           | Casalmaggiore - Flero                  | 3-0     | 25-19, 30-28, 25-15               |
| 04-11           | LJ - Club Italia                       | 3-0     | 25-18, 25-18, 25-15               |
| 05-11           | River - Savino Del Bene                | 3-1     | 25-22, 25-17, 18-25, 27-25        |
| 04-11           | Busto Arsizio - Obiettivo Risarcimento | 3-0     | 25-19, 25-20, 25-19               |
| 04-11           | San Casciano - AGIL                    | 0-3     | 21-25, 22-25, 16-25               |
| 04-11           | Neruda - Imoco                         | 3-2     | 29-27, 25-21, 16-25, 24-26, 19-17 |

| Quinta giornata |                                |               |                                  |
|                 |                                |               |                                  |
| Riposa:         | Casalmaggiore                  | Casalmaggiore | Casalmaggiore                    |
| 07-11           | AGIL - LJ                      | 3-1           | 25-18, 22-25, 25-15, 25-23       |
| 08-11           | Busto Arsizio - Imoco          | 3-1           | 25-22, 21-25, 25-17, 25-15       |
| 08-11           | Bergamo - San Casciano         | 3-0           | 25-14, 25-19, 25-14              |
| 08-11           | Flero - Club Italia            | 3-2           | 19-25, 25-15, 18-25, 26-24, 15-9 |
| 08-11           | Savino Del Bene - Neruda       | 3-1           | 25-15, 23-25, 25-21, 25-23       |
| 08-11           | Obiettivo Risarcimento - River | 0-3           | 19-25, 16-25, 22-25              |

| Sesta giornata |                                       |        |                                   |
|                |                                       |        |                                   |
| Riposa:        | Neruda                                | Neruda | Neruda                            |
| 14-11          | Casalmaggiore - AGIL                  | 3-0    | 25-22, 25-13, 25-19               |
| 15-11          | River - LJ                            | 2-3    | 25-22, 24-26, 25-21, 24-26, 10-15 |
| 15-11          | Imoco - Flero                         | 3-0    | 26-24, 25-23, 25-17               |
| 15-11          | Bergamo - Busto Arsizio               | 3-0    | 25-20, 25-21, 25-20               |
| 15-11          | San Casciano - Obiettivo Risarcimento | 2-3    | 25-16, 16-25, 29-27, 19-25, 8-15  |
| 15-11          | Club Italia - Savino Del Bene         | 0-3    | 12-25, 12-25, 17-25               |

| Settima giornata |                                  |     |                                   |
|                  |                                  |     |                                   |
| Riposa:          | LJ                               | LJ  | LJ                                |
| 21-11            | AGIL - Flero                     | 2-3 | 23-25, 20-25, 25-18, 25-18, 14-16 |
| 22-11            | Busto Arsizio - Casalmaggiore    | 0-3 | 23-25, 20-25, 22-25               |
| 21-11            | Imoco - River                    | 3-0 | 25-13, 25-23, 25-22               |
| 22-11            | Savino Del Bene - San Casciano   | 3-0 | 25-9, 25-20, 25-17                |
| 22-11            | Neruda - Club Italia             | 0-3 | 18-25, 22-25, 23-25               |
| 22-11            | Obiettivo Risarcimento - Bergamo | 3-1 | 18-25, 25-17, 25-20, 25-22        |

| Ottava giornata |                                 |       |                                   |
|                 |                                 |       |                                   |
| Riposa:         | River                           | River | River                             |
| 29-11           | AGIL - Imoco                    | 3-1   | 25-18, 22-25, 25-23, 25-21        |
| 29-11           | LJ - Casalmaggiore              | 3-0   | 25-16, 25-15, 25-16               |
| 29-11           | Flero - Savino Del Bene         | 3-2   | 25-19, 25-27, 25-18, 17-25, 15-11 |
| 28-11           | San Casciano - Busto Arsizio    | 1-3   | 19-25, 20-25, 25-19, 21-25        |
| 29-11           | Neruda - Obiettivo Risarcimento | 2-3   | 21-25, 20-25, 25-17, 25-19, 13-15 |
| 29-11           | Club Italia - Bergamo           | 3-2   | 25-20, 27-25, 22-25, 13-25, 15-13 |

| Nona giornata |                             |              |                                   |
|               |                             |              |                                   |
| Riposa:       | San Casciano                | San Casciano | San Casciano                      |
| 03-12         | Casalmaggiore - Neruda      | 3-1          | 25-23, 20-25, 25-19, 25-19        |
| 02-12         | Busto Arsizio - Flero       | 1-3          | 23-25, 13-25, 25-16, 24-26        |
| 02-12         | Imoco - Club Italia         | 3-0          | 25-21, 25-23, 25-20               |
| 02-12         | Bergamo - River             | 1-3          | 24-26, 25-15, 17-25, 20-25        |
| 02-12         | Savino Del Bene - AGIL      | 2-3          | 12-25, 25-17, 25-23, 19-25, 13-15 |
| 02-12         | Obiettivo Risarcimento - LJ | 1-3          | 15-25, 25-21, 26-28, 18-25        |

| Decima giornata |                                 |                        |                                  |
|                 |                                 |                        |                                  |
| Riposa:         | Obiettivo Risarcimento          | Obiettivo Risarcimento | Obiettivo Risarcimento           |
| 06-12           | AGIL - Busto Arsizio            | 3-0                    | 25-21, 25-23, 25-17              |
| 05-12           | LJ - Imoco                      | 1-3                    | 25-21, 21-25, 23-25, 22-25       |
| 06-12           | River - Neruda                  | 3-0                    | 25-13, 25-22, 25-22              |
| 06-12           | Flero - Bergamo                 | 1-3                    | 25-20, 17-25, 20-25, 19-25       |
| 06-12           | Savino Del Bene - Casalmaggiore | 3-2                    | 25-27, 23-25, 25-14, 27-25, 15-7 |
| 06-12           | Club Italia - San Casciano      | 3-0                    | 25-15, 25-17, 25-23              |

| Undicesima giornata |                                      |               |                                   |
|                     |                                      |               |                                   |
| Riposa:             | Busto Arsizio                        | Busto Arsizio | Busto Arsizio                     |
| 13-12               | Casalmaggiore - River                | 3-1           | 25-21, 19-25, 25-17, 25-16        |
| 13-12               | Imoco - Savino Del Bene              | 3-0           | 25-23, 25-22, 25-15               |
| 13-12               | Bergamo - AGIL                       | 2-3           | 19-25, 25-22, 25-15, 24-26, 15-17 |
| 13-12               | San Casciano - Flero                 | 0-3           | 14-25, 20-25, 17-25               |
| 12-12               | Neruda - LJ                          | 0-3           | 26-28, 19-25, 19-25               |
| 13-12               | Obiettivo Risarcimento - Club Italia | 1-3           | 25-21, 20-25, 23-25, 24-26        |

| Dodicesima giornata |                                          |       |                                   |
|                     |                                          |       |                                   |
| Riposa:             | Imoco                                    | Imoco | Imoco                             |
| 19-12               | AGIL - River                             | 0-3   | 18-25, 20-25, 22-25               |
| 19-12               | Casalmaggiore - San Casciano             | 3-2   | 25-19, 18-25, 25-20, 14-25, 15-10 |
| 19-12               | Busto Arsizio - Club Italia              | 3-0   | 25-18, 25-20, 25-13               |
| 19-12               | Bergamo - LJ                             | 3-0   | 25-16, 25-18, 25-18               |
| 19-12               | Flero - Neruda                           | 1-3   | 25-23, 21-25, 23-25, 21-25        |
| 19-12               | Savino Del Bene - Obiettivo Risarcimento | 3-1   | 25-15, 25-16, 16-25, 26-24        |

| Tredicesima giornata |                               |       |                                   |
|                      |                               |       |                                   |
| Riposa:              | Flero                         | Flero | Flero                             |
| 22-12                | LJ - Savino Del Bene          | 3-1   | 23-25, 25-16, 25-21, 25-14        |
| 22-12                | River - Busto Arsizio         | 3-1   | 19-25, 25-21, 25-22, 25-19        |
| 22-12                | Imoco - San Casciano          | 3-0   | 25-19, 26-24, 27-25               |
| 22-12                | Neruda - Bergamo              | 0-3   | 22-25, 19-25, 23-25               |
| 22-12                | Obiettivo Risarcimento - AGIL | 0-3   | 19-25, 20-25, 18-25               |
| 22-12                | Club Italia - Casalmaggiore   | 2-3   | 13-25, 25-22, 25-22, 15-25, 13-15 |

| Quattordicesima giornata |                                        |             |                            |
|                          |                                        |             |                            |
| Riposa:                  | Club Italia                            | Club Italia | Club Italia                |
| 17-01                    | Obiettivo Risarcimento - Casalmaggiore | 0-3         | 18-25, 16-25, 17-25        |
| 17-01                    | San Casciano - LJ                      | 1-3         | 18-25, 19-25, 25-23, 23-25 |
| 17-01                    | Flero - River                          | 0-3         | 19-25, 20-25, 20-25        |
| 16-01                    | Bergamo - Imoco                        | 0-3         | 23-25, 17-25, 16-25        |
| 17-01                    | Busto Arsizio - Savino Del Bene        | 1-3         | 13-25, 26-24, 20-25, 17-25 |
| 17-01                    | AGIL - Neruda                          | 3-0         | 25-23, 25-13, 25-18        |

| Quindicesima giornata |                                |                 |                            |
|                       |                                |                 |                            |
| Riposa:               | Savino Del Bene                | Savino Del Bene | Savino Del Bene            |
| 24-01                 | Club Italia - AGIL             | 0-3             | 23-25, 18-25, 18-25        |
| 24-01                 | Neruda - Busto Arsizio         | 0-3             | 20-25, 25-27, 23-25        |
| 24-01                 | Casalmaggiore - Bergamo        | 3-1             | 25-27, 25-19, 25-23, 25-21 |
| 23-01                 | LJ - Flero                     | 1-3             | 25-27, 25-16, 15-25, 24-26 |
| 24-01                 | River - San Casciano           | 3-1             | 25-19, 27-25, 33-35, 25-19 |
| 24-01                 | Imoco - Obiettivo Risarcimento | 3-0             | 25-15, 25-21, 25-22        |

| Sedicesima giornata |                                |      |                                   |
|                     |                                |      |                                   |
| Riposa:             | AGIL                           | AGIL | AGIL                              |
| 31-01               | Busto Arsizio - LJ             | 0-3  | 19-25, 20-25, 24-26               |
| 31-01               | Casalmaggiore - Imoco          | 2-3  | 22-25, 15-25, 25-23, 25-13, 10-15 |
| 31-01               | Obiettivo Risarcimento - Flero | 1-3  | 18-25, 19-25, 25-21, 19-25        |
| 31-01               | Bergamo - Savino Del Bene      | 3-1  | 25-23, 25-16, 24-26, 25-22        |
| 31-01               | San Casciano - Neruda          | 3-2  | 15-25, 25-22, 25-20, 23-25, 15-12 |
| 30-01               | River - Club Italia            | 3-1  | 25-19, 21-25, 25-16, 25-23        |

| Diciassettesima giornata |                                        |         |                            |
|                          |                                        |         |                            |
| Riposa:                  | Bergamo                                | Bergamo | Bergamo                    |
| 03-02                    | Flero - Casalmaggiore                  | 1-3     | 14-25, 25-22, 19-25, 21-25 |
| 02-02                    | Club Italia - LJ                       | 0-3     | 19-25, 15-25, 18-25        |
| 03-02                    | Savino Del Bene - River                | 1-3     | 25-23, 15-25, 15-25, 16-25 |
| 03-02                    | Obiettivo Risarcimento - Busto Arsizio | 1-3     | 25-23, 23-25, 25-27, 23-25 |
| 03-02                    | AGIL - San Casciano                    | 3-0     | 25-22, 25-22, 25-22        |
| 03-02                    | Imoco - Neruda                         | 3-0     | 25-22, 25-8, 25-17         |

| Diciottesima giornata |                                |               |                                   |
|                       |                                |               |                                   |
| Riposa:               | Casalmaggiore                  | Casalmaggiore | Casalmaggiore                     |
| 07-02                 | LJ - AGIL                      | 3-0           | 27-25, 25-22, 25-17               |
| 06-02                 | Imoco - Busto Arsizio          | 3-0           | 25-19, 25-21, 25-14               |
| 07-02                 | San Casciano - Bergamo         | 0-3           | 22-25, 17-25, 19-25               |
| 06-02                 | Club Italia - Flero            | 3-2           | 25-21, 21-25, 25-21, 23-25, 15-10 |
| 07-02                 | Neruda - Savino Del Bene       | 1-3           | 24-26, 27-25, 16-25, 10-25        |
| 07-02                 | River - Obiettivo Risarcimento | 3-0           | 25-21, 25-15, 25-17               |

| Diciannovesima giornata |                                       |        |                                   |
|                         |                                       |        |                                   |
| Riposa:                 | Neruda                                | Neruda | Neruda                            |
| 13-02                   | AGIL - Casalmaggiore                  | 3-2    | 25-19, 25-21, 18-25, 23-25, 15-11 |
| 14-02                   | LJ - River                            | 3-2    | 25-22, 24-26, 25-15, 22-25, 16-14 |
| 14-02                   | Flero - Imoco                         | 2-3    | 25-22, 18-25, 28-26, 21-25, 13-15 |
| 14-02                   | Busto Arsizio - Bergamo               | 0-3    | 15-25, 23-25, 20-25               |
| 14-02                   | Obiettivo Risarcimento - San Casciano | 3-1    | 18-25, 25-23, 25-23, 27-25        |
| 14-02                   | Savino Del Bene - Club Italia         | 3-0    | 25-23, 25-16, 25-21               |

| Ventesima giornata |                                  |     |                                   |
|                    |                                  |     |                                   |
| Riposa:            | LJ                               | LJ  | LJ                                |
| 20-02              | Flero - AGIL                     | 0-3 | 18-25, 13-25, 22-25               |
| 21-02              | Casalmaggiore - Busto Arsizio    | 3-2 | 18-25, 30-28, 25-21, 16-25, 15-11 |
| 21-02              | River - Imoco                    | 1-3 | 25-20, 16-25, 21-25, 24-26        |
| 21-02              | San Casciano - Savino Del Bene   | 2-3 | 11-25, 19-25, 25-20, 25-21, 13-15 |
| 21-02              | Club Italia - Neruda             | 3-1 | 25-17, 25-23, 23-25, 25-17        |
| 21-02              | Bergamo - Obiettivo Risarcimento | 1-3 | 25-13, 28-30, 25-27, 22-25        |

| Ventunesima giornata |                                 |       |                            |
|                      |                                 |       |                            |
| Riposa:              | River                           | River | River                      |
| 28-02                | Imoco - AGIL                    | 3-0   | 25-16, 25-22, 25-22        |
| 28-02                | Casalmaggiore - LJ              | 3-1   | 23-25, 25-22, 25-15, 27-25 |
| 28-02                | Savino Del Bene - Flero         | 3-0   | 25-15, 25-23, 25-21        |
| 28-02                | Busto Arsizio - San Casciano    | 3-1   | 25-19, 17-25, 25-22, 26-24 |
| 27-02                | Obiettivo Risarcimento - Neruda | 3-0   | 25-15, 25-23, 25-20        |
| 28-02                | Bergamo - Club Italia           | 3-0   | 25-13, 25-20, 25-20        |

| Ventiduesima giornata |                             |              |                                   |
|                       |                             |              |                                   |
| Riposa:               | San Casciano                | San Casciano | San Casciano                      |
| 02-03                 | Neruda - Casalmaggiore      | 0-3          | 11-25, 19-25, 14-25               |
| 02-03                 | Flero - Busto Arsizio       | 3-2          | 17-25, 25-20, 23-25, 25-16, 19-17 |
| 02-03                 | Club Italia - Imoco         | 0-3          | 17-25, 17-25, 23-25               |
| 03-03                 | River - Bergamo             | 3-0          | 25-22, 25-15, 25-23               |
| 02-03                 | AGIL - Savino Del Bene      | 1-3          | 25-23, 28-30, 21-25, 16-25        |
| 02-03                 | LJ - Obiettivo Risarcimento | 3-2          | 20-25, 25-19, 27-29, 25-16, 15-13 |

| Ventitreesima giornata |                                 |                        |                                   |
|                        |                                 |                        |                                   |
| Riposa:                | Obiettivo Risarcimento          | Obiettivo Risarcimento | Obiettivo Risarcimento            |
| 05-03                  | Busto Arsizio - AGIL            | 2-3                    | 26-24, 21-25, 25-22, 27-29, 12-15 |
| 06-03                  | Imoco - LJ                      | 3-2                    | 25-22, 21-25, 23-25, 25-13, 15-11 |
| 06-03                  | Neruda - River                  | 0-3                    | 19-25, 13-25, 23-25               |
| 06-03                  | Bergamo - Flero                 | 3-0                    | 25-15, 25-16, 27-25               |
| 05-03                  | Casalmaggiore - Savino Del Bene | 3-1                    | 25-22, 26-24, 25-27, 25-17        |
| 06-03                  | San Casciano - Club Italia      | 3-1                    | 25-15, 25-19, 18-25, 25-17        |

| Ventiquattresima giornata |                                      |               |                                   |
|                           |                                      |               |                                   |
| Riposa:                   | Busto Arsizio                        | Busto Arsizio | Busto Arsizio                     |
| 13-03                     | River - Casalmaggiore                | 3-1           | 25-22, 25-22, 20-25, 25-19        |
| 12-03                     | Savino Del Bene - Imoco              | 1-3           | 19-25, 25-18, 19-25, 19-25        |
| 13-03                     | AGIL - Bergamo                       | 3-2           | 16-25, 25-19, 28-26, 22-25, 15-12 |
| 13-03                     | Flero - San Casciano                 | 3-0           | 26-24, 25-20, 25-22               |
| 13-03                     | LJ - Neruda                          | 3-1           | 25-21, 21-25, 25-12, 25-17        |
| 13-03                     | Club Italia - Obiettivo Risarcimento | 3-2           | 17-25, 13-25, 25-23, 25-22, 15-13 |

| Venticinquesima giornata |                                          |       |                                   |
|                          |                                          |       |                                   |
| Riposa:                  | Imoco                                    | Imoco | Imoco                             |
| 26-03                    | River - AGIL                             | 0-3   | 23-25, 23-25, 20-25               |
| 26-03                    | San Casciano - Casalmaggiore             | 0-3   | 18-25, 16-25, 23-25               |
| 26-03                    | Club Italia - Busto Arsizio              | 1-3   | 22-25, 25-22, 20-25, 22-25        |
| 26-03                    | LJ - Bergamo                             | 2-3   | 20-25, 25-16, 28-26, 18-25, 11-15 |
| 26-03                    | Neruda - Flero                           | 0-3   | 23-25, 18-25, 19-25               |
| 26-03                    | Obiettivo Risarcimento - Savino Del Bene | 0-3   | 15-25, 16-25, 20-25               |

| Ventiseiesima giornata |                               |       |                            |
|                        |                               |       |                            |
| Riposa:                | Flero                         | Flero | Flero                      |
| 02-04                  | Savino Del Bene - LJ          | 3-0   | 25-17, 25-21, 25-21        |
| 02-04                  | Busto Arsizio - River         | 0-3   | 19-25, 23-25, 18-25        |
| 02-04                  | San Casciano - Imoco          | 3-1   | 25-20, 25-20, 20-25, 25-15 |
| 02-04                  | Bergamo - Neruda              | 3-1   | 25-18, 21-25, 25-21, 25-17 |
| 02-04                  | AGIL - Obiettivo Risarcimento | 3-0   | 25-18, 25-16, 25-14        |
| 02-04                  | Casalmaggiore - Club Italia   | 3-1   | 17-25, 26-24, 25-17, 25-20 |

#### Classifica
| Pos. | Squadra                | Pt | G  | V  | P  | SV | SP | Ratio | PF    | PS    | Ratio |
| ---- | ---------------------- | -- | -- | -- | -- | -- | -- | ----- | ----- | ----- | ----- |
| 1.   | Imoco                  | 57 | 24 | 20 | 4  | 65 | 24 | 2,708 | 2 089 | 1 870 | 1,117 |
| 2.   | Casalmaggiore          | 55 | 24 | 18 | 6  | 63 | 32 | 1,968 | 2 149 | 1 946 | 1,104 |
| 3.   | River                  | 54 | 24 | 17 | 7  | 59 | 30 | 1,966 | 2 093 | 1 904 | 1,099 |
| 4.   | AGIL                   | 50 | 24 | 18 | 6  | 57 | 32 | 1,781 | 2 033 | 1 890 | 1,075 |
| 5.   | LJ                     | 44 | 24 | 15 | 9  | 53 | 37 | 1,432 | 2 047 | 1 908 | 1,072 |
| 6.   | Savino Del Bene        | 42 | 24 | 14 | 10 | 53 | 40 | 1,325 | 2 103 | 1 964 | 1,070 |
| 7.   | Bergamo                | 41 | 24 | 13 | 11 | 51 | 39 | 1,307 | 2 064 | 1 937 | 1,065 |
| 8.   | Flero                  | 31 | 24 | 11 | 13 | 42 | 50 | 0,840 | 1 984 | 2 066 | 0,960 |
| 9.   | Busto Arsizio          | 30 | 24 | 9  | 15 | 37 | 50 | 0,740 | 1 914 | 1 990 | 0,961 |
| 10.  | Obiettivo Risarcimento | 21 | 24 | 7  | 17 | 30 | 59 | 0,508 | 1 853 | 2 064 | 0,897 |
| 11.  | Club Italia            | 20 | 24 | 7  | 17 | 31 | 59 | 0,525 | 1 828 | 2 078 | 0,879 |
| 12.  | San Casciano           | 13 | 24 | 4  | 20 | 24 | 66 | 0,363 | 1 856 | 2 098 | 0,884 |
| 13.  | Neruda                 | 10 | 24 | 3  | 21 | 20 | 67 | 0,298 | 1 778 | 2 076 | 0,856 |

      Qualificata ai play-off scudetto.
      Retrocessa in Serie A2.

### Play-off scudetto

#### Tabellone
|  | Quarti di finale | Quarti di finale | Quarti di finale | Quarti di finale | Quarti di finale |   |         | Semifinali | Semifinali | Semifinali | Semifinali | Semifinali |  |   | Finale | Finale | Finale | Finale | Finale | Finale | Finale |
|  |                  |                  |                  |                  |                  |   |         |            |            |            |            |            |  |   |        |        |        |        |        |        |        |
|  | 1                | Imoco            | 3                | 3                |                  |   |         |            |            |            |            |            |  |   |        |        |        |        |        |        |        |
|  | 1                | Imoco            | 3                | 3                |                  |   |         |            |            |            |            |            |  |   |        |        |        |        |        |        |        |
|  | 8                | Flero            | 0                | 2                |                  |   |         |            |            |            |            |            |  |   |        |        |        |        |        |        |        |
|  | 8                | Flero            | 0                | 2                |                  | 1 | Imoco   | 3          | 3          |            |            |            |  |   |        |        |        |        |        |        |        |
|  |                  |                  |                  |                  |                  | 1 | Imoco   | 3          | 3          |            |            |            |  |   |        |        |        |        |        |        |        |
|  |                  |                  |                  |                  |                  |   |         | 5          | LJ         | 2          | 1          |            |  |   |        |        |        |        |        |        |        |
|  | 4                | AGIL             | 0                | 3                | 1                |   |         | 5          | LJ         | 2          | 1          |            |  |   |        |        |        |        |        |        |        |
|  | 4                | AGIL             | 0                | 3                | 1                |   |         |            |            |            |            |            |  |   |        |        |        |        |        |        |        |
|  | 5                | LJ               | 3                | 1                | 3                |   |         |            |            |            |            |            |  |   |        |        |        |        |        |        |        |
|  | 5                | LJ               | 3                | 1                | 3                |   |         |            |            |            |            |            |  | 1 | Imoco  | 3      | 3      | 1      | 3      |        |        |
|  |                  |                  |                  |                  |                  |   |         |            |            |            |            |            |  | 1 | Imoco  | 3      | 3      | 1      | 3      |        |        |
|  |                  |                  |                  |                  |                  |   |         |            |            |            |            |            |  |   | 3      | River  | 0      | 0      | 3      | 0      |        |
|  | 2                | Casalmaggiore    | 0                | 1                |                  |   |         |            |            |            |            |            |  |   | 3      | River  | 0      | 0      | 3      | 0      |        |
|  | 2                | Casalmaggiore    | 0                | 1                |                  |   |         |            |            |            |            |            |  |   |        |        |        |        |        |        |        |
|  | 7                | Bergamo          | 3                | 3                |                  |   |         |            |            |            |            |            |  |   |        |        |        |        |        |        |        |
|  | 7                | Bergamo          | 3                | 3                |                  | 7 | Bergamo | 1          | 3          | 1          |            |            |  |   |        |        |        |        |        |        |        |
|  |                  |                  |                  |                  |                  | 7 | Bergamo | 1          | 3          | 1          |            |            |  |   |        |        |        |        |        |        |        |
|  |                  |                  |                  |                  |                  |   |         | 3          | River      | 3          | 1          | 3          |  |   |        |        |        |        |        |        |        |
|  | 3                | River            | 1                | 3                | 3                |   |         | 3          | River      | 3          | 1          | 3          |  |   |        |        |        |        |        |        |        |
|  | 3                | River            | 1                | 3                | 3                |   |         |            |            |            |            |            |  |   |        |        |        |        |        |        |        |
|  | 6                | Savino Del Bene  | 3                | 2                | 1                |   |         |            |            |            |            |            |  |   |        |        |        |        |        |        |        |
|  | 6                | Savino Del Bene  | 3                | 2                | 1                |   |         |            |            |            |            |            |  |   |        |        |        |        |        |        |        |

#### Risultati

##### Quarti di finale
| Gara 1 |                         |     |                            |
|        |                         |     |                            |
| 12-04  | Flero - Imoco           | 0-3 | 19-25, 19-25, 22-25        |
| 12-04  | LJ - AGIL               | 3-0 | 25-19, 25-22, 25-18        |
| 13-04  | Bergamo - Casalmaggiore | 3-0 | 25-16, 25-15, 25-22        |
| 13-04  | Savino Del Bene - River | 3-1 | 25-18, 25-22, 20-25, 25-14 |

| Gara 2 |                         |     |                                   |
|        |                         |     |                                   |
| 14-04  | Imoco - Flero           | 3-2 | 25-19, 16-25, 18-25, 25-17, 19-17 |
| 14-04  | AGIL - LJ               | 3-1 | 25-20, 23-25, 25-14, 25-20        |
| 15-05  | Casalmaggiore - Bergamo | 1-3 | 21-25, 15-25, 25-20, 18-25        |
| 15-05  | River - Savino Del Bene | 3-2 | 25-27, 25-18, 27-25, 18-25, 15-12 |

| Gara 3 |                         |     |                            |
|        |                         |     |                            |
| 16-04  | AGIL - LJ               | 1-3 | 25-17, 16-25, 23-25, 23-25 |
| 17-04  | River - Savino Del Bene | 3-1 | 22-25, 25-19, 25-19, 25-22 |

##### Semifinali
| Gara 1 |                 |     |                                  |
|        |                 |     |                                  |
| 19-04  | LJ - Imoco      | 2-3 | 25-27, 18-25, 26-24, 25-16, 8-15 |
| 20-04  | Bergamo - River | 1-3 | 21-25, 25-18, 19-25, 26-28       |

| Gara 2 |                 |     |                            |
|        |                 |     |                            |
| 21-04  | Imoco - LJ      | 3-1 | 23-25, 26-24, 25-22, 25-19 |
| 22-04  | River - Bergamo | 1-3 | 25-21, 19-25, 19-25, 23-25 |

| Gara 3 |                 |     |                            |
|        |                 |     |                            |
| 24-04  | River - Bergamo | 3-1 | 28-26, 23-25, 25-16, 25-20 |

##### Finale
| Gara 1 |               |     |                     |
|        |               |     |                     |
| 26-04  | Imoco - River | 3-0 | 25-17, 25-20, 25-23 |

| Gara 2 |               |     |                     |
|        |               |     |                     |
| 28-04  | River - Imoco | 0-3 | 27-29, 21-25, 23-25 |

| Gara 3 |               |     |                            |
|        |               |     |                            |
| 30-04  | River - Imoco | 3-1 | 23-25, 25-21, 25-22, 26-24 |

| Gara 4 |               |     |                     |
|        |               |     |                     |
| 02-05  | Imoco - River | 3-0 | 25-21, 25-18, 25-20 |

## Verdetti
| Squadra       | Qualificazione           |
| ------------- | ------------------------ |
| Imoco         | Champions League 2016-17 |
| River         | Champions League 2016-17 |
| Bergamo       | Coppa CEV 2016-17        |
| Casalmaggiore | Coppa CEV 2016-17        |
| AGIL          | Challenge Cup 2016-17    |
| Neruda        | Serie A2 2016-17         |
| San Casciano  | Serie A2 2016-17         |

## Statistiche
| Rendimento individuale | Rendimento individuale | Rendimento individuale | Rendimento individuale |
| Pos.                   | Nome                   | Punti                  | Squadra                |
| ---------------------- | ---------------------- | ---------------------- | ---------------------- |
| 1                      | Berenika Tomsia        | 472                    | Flero                  |
| 2                      | Karsta Lowe            | 464                    | Busto Arsizio          |
| 3                      | Samanta Fabris         | 438                    | AGIL                   |
| 4                      | Margareta Kozuch       | 401                    | Casalmaggiore          |
| 5                      | Katarina Barun         | 400                    | Bergamo                |
| 6                      | Emilija Nikolova       | 394                    | Savino Del Bene        |
| 7                      | Megan Hodge            | 386                    | Imoco                  |
| 8                      | Valentina Diouf        | 382                    | LJ                     |
| 9                      | Carmen Țurlea          | 362                    | San Casciano           |
| 10                     | Brayelin Martínez      | 360                    | Neruda                 |

| Attacchi vincenti | Attacchi vincenti | Attacchi vincenti | Attacchi vincenti |
| Pos.              | Nome              | Punti             | Squadra           |
| ----------------- | ----------------- | ----------------- | ----------------- |
| 1                 | Karsta Lowe       | 419               | Busto Arsizio     |
| 2                 | Berenika Tomsia   | 418               | Flero             |
| 3                 | Samanta Fabris    | 383               | AGIL              |
| 4                 | Margareta Kozuch  | 359               | Casalmaggiore     |
| 5                 | Emilija Nikolova  | 354               | Savino Del Bene   |
| 6                 | Megan Hodge       | 350               | Imoco             |
| 7                 | Brayelin Martínez | 332               | Neruda            |
| 8                 | Carmen Țurlea     | 329               | San Casciano      |
| 9                 | Katarina Barun    | 325               | Bergamo           |
| 10                | Valentina Diouf   | 320               | LJ                |

| Muri vincenti | Muri vincenti     | Muri vincenti | Muri vincenti          |
| Pos.          | Nome              | Punti         | Squadra                |
| ------------- | ----------------- | ------------- | ---------------------- |
| 1             | Jovana Stevanović | 107           | Casalmaggiore          |
| 2             | Giulia Pisani     | 79            | Busto Arsizio          |
| 2             | Rachael Adams     | 79            | Imoco                  |
| 4             | Anna Danesi       | 70            | Club Italia            |
| 5             | Raphaela Folie    | 68            | LJ                     |
| 6             | Mina Popović      | 63            | Obiettivo Risarcimento |
| 7             | Laura Heyrman     | 59            | LJ                     |
| 7             | Federica Stufi    | 59            | Savino Del Bene        |
| 9             | Lauren Gibbemeyer | 58            | Casalmaggiore          |
| 10            | Freya Aelbrecht   | 54            | Bergamo                |
| 10            | Beatrice Berti    | 54            | Club Italia            |
| 10            | Simona Gioli      | 54            | Flero                  |

| Battute vincenti | Battute vincenti  | Battute vincenti | Battute vincenti |
| Pos.             | Nome              | Punti            | Squadra          |
| ---------------- | ----------------- | ---------------- | ---------------- |
| 1                | Valentina Tirozzi | 36               | Casalmaggiore    |
| 2                | Katarina Barun    | 34               | Bergamo          |
| 3                | Floortje Meijners | 33               | River            |
| 4                | Sara Loda         | 31               | Savino Del Bene  |
| 5                | Samanta Fabris    | 30               | AGIL             |
| 5                | Kelsey Robinson   | 30               | Imoco            |
| 7                | Paola Egonu       | 28               | Club Italia      |
| 7                | Jovana Stevanović | 28               | Casalmaggiore    |
| 9                | Celeste Plak      | 27               | Bergamo          |
| 9                | Indre Sorokaite   | 27               | River            |

| Ricezioni perfette | Ricezioni perfette | Ricezioni perfette | Ricezioni perfette     |
| Pos.               | Nome               | Punti              | Squadra                |
| ------------------ | ------------------ | ------------------ | ---------------------- |
| 1                  | Alessia Gennari    | 266                | Bergamo                |
| 2                  | Sara Paris         | 247                | Neruda                 |
| 3                  | Maren Brinker      | 234                | Flero                  |
| 4                  | Elisa Cella        | 224                | Obiettivo Risarcimento |
| 5                  | Valentina Tirozzi  | 217                | Casalmaggiore          |
| 6                  | Giulia Leonardi    | 212                | River                  |
| 7                  | Ilaria Spirito     | 210                | Club Italia            |
| 8                  | Luna Carocci       | 209                | Flero                  |
| 9                  | Dóra Horváth       | 203                | LJ                     |
| 10                 | Kelsey Robinson    | 200                | Imoco                  |

NB: I dati sono riferiti esclusivamente alla regular season.